# FEAR
FEAR (stylisé F.E.A.R.) est une série de jeux vidéo horrifiques de tir à la première personne.

## Liste de jeux
- FEAR
  - FEAR Extraction Point
  - FEAR Perseus Mandate
  - FEAR Files compile les deux extensions précédemment citées
- FEAR Combat, stand-alone gratuit
- FEAR 2: Project Origin
  - FEAR 2: Reborn
- FEAR 3
- FEAR Online, free-to-play, fermé en 2015.